# هيندري (أنغلزي)
هيندري (بالإنجليزية: Hendre, Llanddyfnan)‏ هي منطقة سكنية تقع في ويلز في أنغلزي.